# Damaeus michaeli
Damaeus michaeli är en kvalsterart som beskrevs av Ewing 1909. Damaeus michaeli ingår i släktet Damaeus och familjen Damaeidae. Inga underarter finns listade i Catalogue of Life.